# Земплен (комитат)
Земплен или Земплин (венг. Zemplén, словац. Zemplín, нем. Semplin, лат. Zemplinum) — историческая административная единица (комитат) Венгерского королевства, а также (после сокращения площади государства — в уменьшенном виде) Хортистской Венгрии и Второй Венгерской республики. Располагался на севере страны.
В настоящее время территория бывшего комитата разделена между тремя государствами:
- бо́льшая северная часть входит в состав Словацкой республики (исторический регион Земплин), занимая территорию части Прешовского и Кошицкого краёв;
- меньшая южная часть входит в состав венгерского медье Боршод-Абауй-Земплен;
- небольшая юго-восточная часть в 1945 году вошла в состав Закарпатской области (ныне: Украина). Административным центром комитата был город Шаторальяуйхей.

По бывшей территории комитата протекают реки Тиса и Бодрог. Рельеф гористый на севере (Лесные Карпаты) и на юго-западе (Токай-Хедьялья). По реке Тисе — болота.
Площадь — 6302 или 6282 км². Жители: 249 197 (мадьяры, словаки и русины). В начале XX века главными занятиями жителей были земледелие (выращивание пшеницы, кукурузы, гречихи, льна, табака), скотоводство и виноделие (регион Токай-Хедьялья). В 1900 году в комитате проживало 31 554 еврея (9,6 % всего населения).

## Комментарии
1. ↑  Указанная в ЭСБЕ площадь (301,6 км²) очевидно ошибочна. По-видимому, при наборе была потеряна цифра 6: имелось в виду 6301,6 км².